# Гіпогей

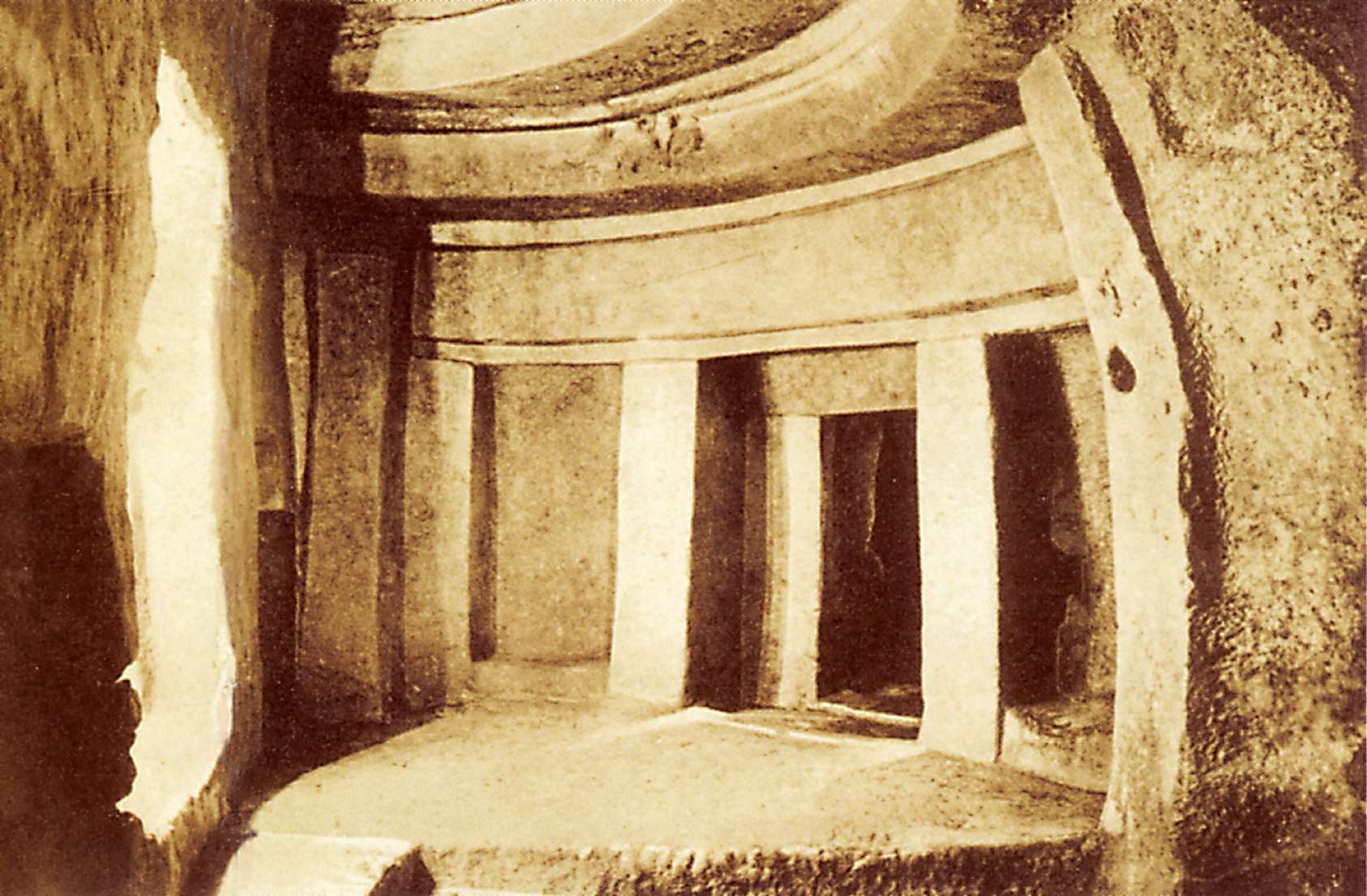
Гіпогей Хал-Сафліені, Мальта

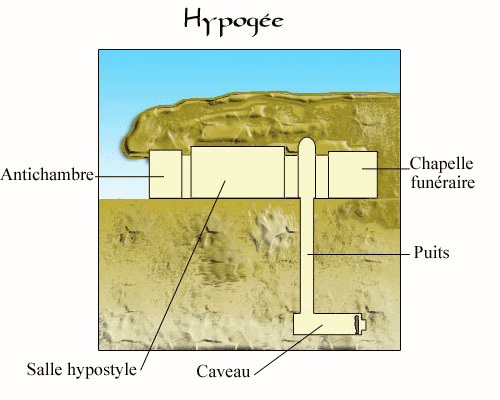
Гіпогей єгипетського типу

Гіпогей (також іпогей, дав.-гр. ὑπόγαιο — підземний) — кругле у плані з купольним перекриттям підземне приміщення у стародавніх спорудах часів неоліту (о. Мальта), а згодом у егейській і античній архітектурі.
Використовувалось як святилище й поховальний склеп (порівн. колумбарій, крипта).